# پوستر در ایران
طراحی پوستر در ایران با نخستین اعلانهای چاپ سنگی که برای نصب روی دیوار طراحی شده بودند آغاز می‌شود که در آنها پیام توسط واژه‌ها به مخاطب منتقل می‌شد و خط رایج نستعلیق بود، در تاریخچه پوستر ایرانی نخست به نوعی تصویرسازی تزیینی برمی‌خوریم که فضاسازی و موضوع مذهبی داشته و هنوز هم گاهی نمونه‌هایی از آن دیده می‌شود. حدود صد و پنجاه سال قبل، هنرمندان ایرانی برای تبلیغات دینی بنا به تقاضای افراد یا نیاز جامعه، پوستر را با توسّل به فنون ساده (گاه به‌صورت نوشتاری و گاه تصویری) همراه با آرایش‌ها و نقوش زیبا و خطی‌خوش تهیه می‌کردند.

## سال ۱۳۰۷ هجری شمسی
در سال ۱۳۰۷ هجری شمسی، موشق و ناپلئون سارواری، که از ارمنستان به ایران مهاجرت کرده بودند و نخستین پوسترهای فیلم را طراحی کردند. در سال بعد، یک مهاجر سوئدی به نام (فدریک تالبرگ) به ایران آمد و به عنوان طراح به پوسترسازی پرداخت، ولی به دلایلی مانند محدودیت امکانات فنی پیشرفت چندانی نکرد.

## اولین هنرمندانی که در ایران به پوسترسازی پرداختند
دهه اول، دوم و سوم قرن سیزدهم هجری شمسی، باید از موشق و ناپلئون سارواری، فدریک تالبرگ، میشا گیراگوسیان، هایک اجاقیان، گئورگ گازارف و برادران سارواریان به عنوان نخستین هنرمندان که در ایران به پوسترسازی پرداختند نام برد.

## پوستر آبی و رابی از نخستین پوسترهای سینمای ایران
پوستر آبی و رابی از نخستین پوسترهای سینمای ایران می‌باشد. اولین فیلم سینمایی ایران آبی و رابی با ژانر کمدی می‌باشد که در سال ۱۳۰۹ هجری شمسی توسط اوانس اوگانیانس ساخته شد.

## دهه چهارم قرن سیزدهم هجری شمسی
دهه چهارم قرن سیزدهم هجری شمسی، چاپ افست چهار رنگ، روش تکثیر بسیاری از پوسترهای ایرانی است که کیفیت فنی آنها بسیار نازل بوده‌است.
عامل مهم رشد و تکامل هنر پوسترسازی در ایران تأسیس دانشکده هنری است. در این راستا می‌توان تأسیس دانشکده هنرهای زیبا در سال ۱۳۱۹ هجری شمسی را ذکر کرد که برخی استادان آن فرانسوی بودند و طراحی و طراحی پوستر نیز از مواردی بود که در آن آموزش داده می‌شد همچنین هنرکده‌های تزیینی در سال ۱۳۳۹ هجری شمسی تأسیس شد که بعدها به دانشکده هنرهای تزیینی تغییر نام داد و یکی از رشته‌های آن (هنرهای چاپی و نگارشی) نام داشت که منظور گرافیک بود و این نخستین مرتبه‌ای بود که گرافیک به عنوان رشته دانشگاهی مستقل در ایران مطرح می‌شد.

## نخستین سرپرست هنرکده هنرهای تزیینی
نخستین سرپرست هنرکده هنرهای تزیینی و نخستین طراح گرافیک دارای تحصیلات دانشگاهی گرافیک در ایران (هوشنگ کاظمی) بود. او که در دانشکده هنرهای تزیینی پاریس این دوره را به پایان رسانیده بود در شکل‌گیری موج جدید طراحی پوستر در ایران نقش عمده‌ای داشت.

## رشد هنر پوسترسازی ایران، سالهای ۱۳۵۰ تا ۱۳۵۵ هجری شمسی
رشد هنر پوسترسازی ایران، بیشتر در زمینه‌های فرهنگی و اجتماعی بوده‌است، چون بعضی از موسسات دولتی مانند کانون پرورش فکری کودکان و نوجوانان، سازمان تلویزیون ملی ایران و وزارت فرهنگ و هنر در استقبال از هنر پوسترسازی قدم برداشتند.
اوج این رشد را در بعضی از پوسترهای طراحی شده در سال‌های ۱۳۵۰ تا ۱۳۵۵ هجری شمسی، می‌توان دید که هنرمندانی مانند، مرتضی ممیز، فرشید مثقالی، ابراهیم حقیقی، قباد شیوا، علی اکبر صادقی، آیدین آغداشلو، نورالدین زرین کلک و عده‌ای دیگر پوسترهای ارزشمندی طراحی کردند، و تاثیرپذیری از تحصیلات آکادمیک و نیز مکتبهای پوسترسازی غربی را در این پوسترها می‌توان دید.